# Hamburger Bank
Die im Jahre 1619 gegründete Hamburger Bank war ein Kreditinstitut, das als Wechselstube, Girobank und Kreditbank auf Silberbasis für die ansässigen Kaufleute fungierte.

## Geschichte
Die Bank bestand vom 2. März 1619 bis zum 31. Dezember 1875. Sie wurde vom Rat der Stadt Hamburg gegründet.
Nach längeren Verhandlungen zwischen Rat und Bürgerschaft wurde im Februar 1619 die Gründung der Hamburger Bank beschlossen. Diese sollte wie ihr 1609 gegründetes Vorbild, die Amsterdamsche Wisselbank, in Zeiten der Währungsunsicherheit die Geldwertstabilität verbessern und den Handelsverkehr der Kaufleute untereinander vereinfachen. Die zu diesem Zeitpunkt zahlreich in Hamburg lebenden englischen Merchant Adventurers, portugiesischen Sephardim und niederländischen Glaubensflüchtlinge brachten große Mengen ihres Kapitals und Wissens in die Bank ein, so dass die Gründung gelang.
Die Bank wurde unentgeltlich von einer Bankdeputation verwaltet bestehend aus 2 Senatoren, 2 Oberalten, 2 Kämmereibürgern und 5 Bancobürgern. Ihre Räumlichkeiten lagen im Rathaus. Um ein Konto bei der Bank einzurichten, musste ursprünglich ein Betrag von mindestens 400 Mark lübisch eingezahlt werden. Flankierend wurden Bestimmungen erlassen, die Wechsel auf und privaten Handel mit Edelmetallen allgemein untersagten, außerdem durften Anweisungen und Wechselgeschäfte über 400 Mark lübisch nur über die Hamburger Bank abgewickelt werden.
Am 20. November 1619 wurde zudem noch als eine Abteilung der Hamburger Bank die Lehnbanco, eine Leihbank, gegründet. Diese vergab Kaufleuten, vor allem der Stadt Hamburg selbst, gegen Pfand einen Kredit. Der Hamburger Bank waren auch die städtische Münze sowie das Kornmagazin zugeordnet, diese rechneten aber unabhängig voneinander ab. Von 1725 bis 1736 wurde als Unterabteilung der Hamburger Bank die Courantbank eingerichtet, die der damaligen massiven Währungsverschlechterung entgegenwirken sollte. Courant ist die alte Bezeichnung für Kurant und bezeichnet Münzen, die durch ihren Edelmetallanteil gedeckt sind.

## Mark Banco
Die Einlagen, also Münzen verschiedener Sorten und Edelmetalle, die die Kaufleute einzahlten, wurden in den Büchern der Bank in Bancotalern, später als Mark Banco verzeichnet. Der Bankotaler entsprach bei der 1619 gegründeten Hamburger Bank dem Feinsilbergewicht des Reichstalers nach den Reichsmünzfuß von 1566. Die Mark Banco war eine reine Rechenwährung, das heißt, sie wurde nicht ausgeprägt und existierte nur in den Büchern der Bank. 1622 entsprach eine Mark Banco einem Silbergewicht von 8,66 g. Die Bank nahm Silberbarren zum Kurs von 59 1/3 Mark Banco pro Zollpfund an und schrieb sie dem Einleger auf seinem Folium (Konto) gut. Hiervon konnte er bargeldlose Zahlungen an andere Kontoinhaber durch Ab- und Zuschreiben leisten. Die Mark Banco wurde in 16 Schillinge zu je 12 Pfennigen eingeteilt. Da die Mark Banco so gesehen einem stabilen Wert entsprach, wurde sie im Großhandel und bei Hypothekendarlehen als Währung benutzt, und auch die Kaufleute führten ihre Bücher in Mark Banco. Außerdem wurden regelmäßig die Kurse zu anderen Währungen und Waren veröffentlicht. Später wurde auch in Hamburg eine Mark ausgeprägt, die Mark Courant genannt wurde und deren Wert sich von der Mark Banco unterschied.
Mehr oder weniger erfolgreich überstand die Bank viele ernste Krisen, vor allem Blankokredite waren ein ernstes Problem. 1770 wurde die Bank erfolgreich reformiert.
Während der Hamburger Franzosenzeit wurde fast die gesamte Bank geplündert, auch die einhergehende wirtschaftliche Krise setzte der Bank schwer zu, dennoch wurde das Unternehmen fortgeführt. Nach Gründung des Deutschen Kaiserreichs erwarb die Anglo-Deutsche Bank hohe Anteile an der Hamburger Bank. Im Zuge der Gründerkrise wurde die Hamburger Bank jedoch im Jahr 1875 geschlossen und in eine Filiale der Reichsbank umgewandelt. Als kleines Zugeständnis an Hamburg – und weil sich nord- und süddeutsche Länder nicht zwischen Gulden- und Talerwährung entscheiden konnten – wurde das neue Währungssystem auch ein Marksystem.